# Jason Derulo
Jason Joel Desrouleaux (Miramar, 21 settembre 1989) è un cantautore e ballerino statunitense.
Ha esordito nel panorama musicale mondiale nel 2010 con il suo eponimo album di debutto, anticipato dai singoli di successo mondiale Whatcha Say, In My Head e Ridin' Solo. Nel 2011 è uscito il suo secondo album Future History, promosso dalla hit Don't Wanna Go Home. Due anni dopo è stata la volta del terzo album Tattoos, che ha prodotto i singoli di fama internazionale The Other Side, Talk Dirty, Marry Me e Wiggle. Il suo quarto album, Everything Is 4, è stato messo in commercio nel 2015, accompagnato dal singolo di successo Want to Want Me. 

## Biografia
Nato vicino a Miami, in Florida, è figlio di genitori di origine haitiana. Il suo cognome di nascita è Desrouleaux, ma viene presto cambiato in Derulo per renderlo più facile da pronunciare in inglese. 
Dopo aver passato la propria infanzia studiando opera, teatro e danza, Derulo frequenta la Dillard High School for the Performing Arts di Fort Lauderdale e si diploma presso la American Musical and Dramatic Academy di New York. Già dall'età di sedici anni scrive canzoni per Cassie, Pitbull, Lil Wayne e Keyshia Cole fra gli altri. Nel 2006 vince il primo premio nell'ambito dello show televisivo Showtime at the Apollo, ed in seguito ottiene un contratto con la Warner Bros. Records in collaborazione con la Beluga Heights.
Derulo inizia la sua carriera da cantante collaborando nel 2007 con Birdman nel brano Bossy, contenuto nell'album 5 * Stunna, e con Pitbull nel brano My Life, contenuto nell'album The Boatlift.

### 2010-2011:Jason Derulo, l'album di debutto
Nel giugno 2009 viene pubblicato il suo primo singolo Whatcha Say, composta su un campionamento del brano Hide and Seek di Imogen Heap. Il 30 agosto il singolo debutta alla posizione 54 della Billboard Hot 100, per poi salire nelle settimane successive sino alla vetta., ottenendo oltre 775,000 download, secondo i rilevamenti di Nielsen SoundScan. Il brano ebbe un particolare riscontro commerciale soprattutto negli Stati Uniti D'America arrivando alla vetta della classifica americana vincendo oltre 4 milioni di copie nel territorio statunitense. Nel 2010, il suo secondo singolo In My Head, che anticipa l'uscita dell'album Jason Derulo, raggiunge la vetta delle classifiche di Australia e Nuova Zelanda. Questo pezzo ebbe quasi il successo del primo, e registrò ottime vendite in Australia, in Inghilterra e negli Stati Uniti. Il pezzo lo ha aiutato a farsi notare nel campo musicale e ha venduto circa 4,300,000 copie nel 2010. Il terzo singolo è stato Ridin' Solo, pezzo che ha avuto un gran successo in patria.
A novembre 2010 si prepara nuovo materiale per il prossimo album e contemporaneamente dal suo primo album pubblica What If e The Sky's the Limit entrambi singoli di minore successo dei primi.

### 2011:Future History
A maggio 2011 esce il singolo Don't Wanna Go Home che anticipa l'uscita del nuovo album Future History. Il pezzo riscontra un ottimo successo in Europa, in America e soprattutto in Australia. Nell'estate 2011 esce il secondo singolo It Girl. Il terzo Breathing è uscito nell'ottobre 2011, mentre il quarto, Fight for You è uscito nel novembre 2011. Successivamente il cantante statunitense pubblica altri tre singoli promozionali estratti sempre dallo stesso album: Make It Up As We Go, Pick up the Pieces e That's My Shhh. A gennaio 2012 la pop star si frattura una vertebra mentre prova alcuni passi di danza del suo successivo "Future history world tour" che doveva avere inizio nel febbraio 2012. A causa dell'infortunio sono state annullate tutte le date del tour. L'album pubblicato alcuni mesi prima, privato della promozione, ha avuto vendite piuttosto limitate, a differenza dei singoli che hanno avuto un elevato successo in America, Europa e Australia. Gli ascoltatori si sono limitati al download digitale della sola canzone anziché scaricare l'album completo.
Il cantante ballerino pubblica il 22 maggio 2012 il singolo Undefeated. La canzone parla dell'infortunio subito ma mette in risalto un ritorno che ha portato più maturità e più sicurezza. Il cantante la definisce evoluzione. Jason Derulo si è esibito con un live di Undefeated nel programma American Idol 2012 davanti ai giudici di gara Jennifer Lopez e Steven Tyler ottenendo una standing ovation. Il 16 aprile 2013 esce il suo nuovo singolo The Other Side e a maggio viene pubblicato anche il relativo video.

### 2013-2014:Tattoos

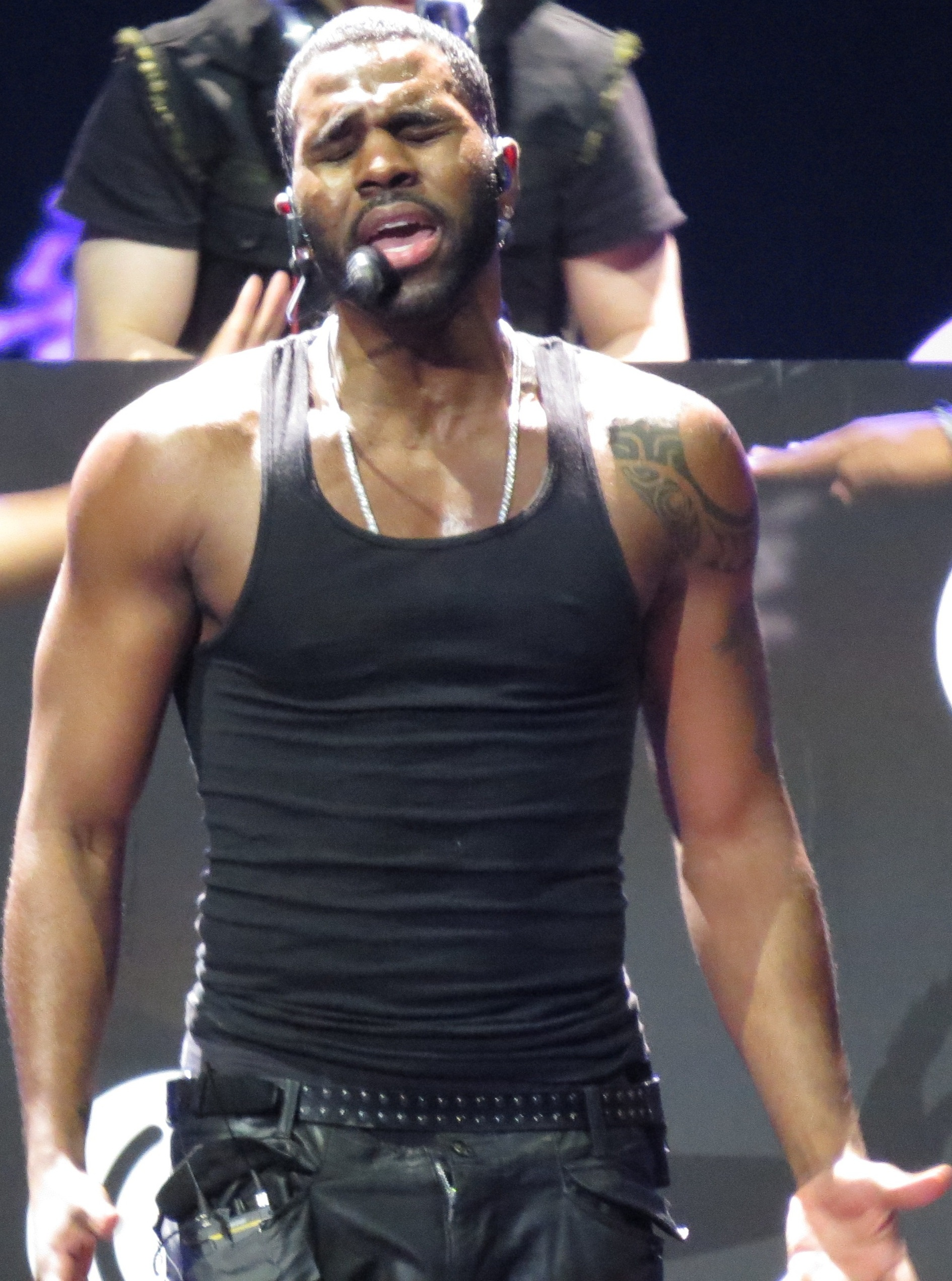
Jason Derulo nel dicembre 2013

Il 3 aprile del 2013 il cantante pubblica The Other Side, che anticipa l'uscita dell'album Tattoos. Il 31 luglio 2013 esce il nuovo singolo Talk Dirty in collaborazione con il rapper statunitense 2 Chainz, che riscuote un enorme successo internazionale raggiungendo la vetta in 7 diversi paesi e vendendo oltre 8 milioni di copie in un anno. Il 20 settembre esce il terzo album in studio di Derulo, Tattoos, seguito dal terzo singolo Marry Me che ottiene un discreto successo in Australia, Stati Uniti e Norvegia. Il quarto singolo, Trumpets, esce il 7 novembre del 2014 ed ottiene un buon successo internazionale, mentre il quinto singolo Stupid Love, uscito il 24 marzo del 2014, risulta essere un flop. Il sesto ed ultimo singolo estratto dall'album, Wiggle, esce il 30 maggio del 2014, in collaborazione con il rapper Snoop Dogg: ottiene un enorme successo in tutto il mondo, arrivando alla numero uno in Belgio e in Regno Unito, e alla top ten in 24 paesi, vendendo oltre 4 milioni di copie nel 2014. Il video su YouTube arriva alla fine dell'anno a oltre 500 milioni di visualizzazioni.

### 2015:Everything Is 4
Un nuovo album, dal titolo Everything Is 4, viene anticipato dal singolo Want to Want Me: pubblicato il 9 marzo 2015, entra nella top 10 di una trentina di Paesi e raggiunge il primo posto dei singoli più ascoltati con Spotify, Shazam e nella classifica iTunes; il brano diventa uno dei maggiori successi del 2015 e dello stesso Derulo.
L'album viene pubblicato il 29 maggio 2015 e al suo interno vi sono undici tracce che vedono collaborazioni con artisti come Meghan Trainor, Jennifer Lopez K. Michelle e Stevie Wonder, con un genere musicale che spazia tra l'R&B al pop. I successivi singoli estratti dal disco sono: "Cheyenne", "Try Me" e "Get Ugly".
Successivamente il cantante annuncia l'uscita di un nuovo singolo, intitolato Naked, pubblicato l'11 febbraio del 2016.
Il 29 luglio dello stesso anno esce il singolo Kiss the Sky. In questo periodo Derulo annuncia la pubblicazione di un lavoro R&B a cui avrebbero dovuto partecipare anche Chris Brown e Ty Dolla Sign: il progetto non è stato tuttavia mai pubblicato.

### 2016-presente: Swalla, 2 Side 1, successo su TikTok
Il 3 marzo 2017 viene pubblicato il singolo Swalla, featuring Nicki Minaj e Ty Dolla Sign. Il 9 marzo 2018 pubblica il singolo Colors, scelto come brano ufficiale del campionato mondiale di calcio 2018. Il 24 agosto successivo ha pubblicato il singolo Goodbye, in collaborazione con David Guetta, Nicki Minaj e Willy William. In questo periodo, Jason Derulo rilascia numerosi singoli che non saranno mai inseriti in alcun album: Colors; Make Up con Ava Max, Goodbye con i Florida Georgia Line, Mamacita con Farruko, Champion con Tia Ray ed infine Too Hot, unico brano da solista pubblicato in questo periodo. Successivamente Jason debutta come attore nel film musicale Cats e pubblica l'EP 2 Sides (Side 1): come si evince dal titolo, tale EP avrebbe dovuto essere la prima parte di un progetto formato da due capitoli, tuttavia il secondo EP non verrà mai pubblicato a causa della fine dei rapporti fra Derulo e la Warner. Oggi Jason Derulo è un artista indipendente. Sul piano attoriale, Derulo deve affrontare copiose critiche per il progetto Cats: il film riceve critiche principalmente negative e viene "premiato" più volte durante i Razzie Awards 2020.
L'11 giugno 2020 viene reso disponibile il singolo Savage Love (Laxed - Siren Beat), realizzato in collaborazione con il produttore neozelandese Jawsh 685 e diventato virale su TikTok. Il brano raggiungerà poi la vetta delle classifiche di Australia e Regno Unito e più in generale un notevole successo planetario. A questo brano ne seguono altri rilasciati da Derulo in un arco temporale molto breve: Cono, Let me Take You Dancing e Don't Cry For Me; quest'ultimo è un singolo del produttore Alok a cui Jason prende parte come featured artist. Il 2020 è per Derulo l'anno dell'affermazione sulla piattaforma TikTok: il cantante raggiunge infatti 25 milioni di seguaci, dichiarando inoltre di guadagnare più di 75.000 dollari per ogni video caricato su questo social network. Il 2 ottobre 2020 Derulo pubblica una nuova versione di Savage Love in collaborazione con i BTS. Nel novembre 2020 pubblica invece il singolo Love Not War (the Tampa Beat), che diventa immediatamente virale su TikTok. Nel gennaio 2021 collabora con Adam Levine nel singolo Lifestyle. Nel marzo successivo firma un contratto discografico con Atlantic Records, ponendo fine all'esperienza di artista indipendente, il 26 Luglio 2025 prese parte al remix ufficiale di Dame un grr di Fantomel e Kate Linn.  

## Vita privata
Jason Derulo per più di due anni ha avuto una relazione con la cantante Jordin Sparks. Insieme hanno pubblicato su YouTube il remix e duetto della canzone It Girl, inoltre la canzone Marry Me è dedicata a lei; però i due hanno interrotto la loro relazione all'inizio del 2015.
Nel luglio 2012 Jason Derulo ha condotto con la compagnia della cantante Kelly Rowland il programma televisivo australiano Everybody Dance Now 2012 in cui, in veste di giudici di gara, si esibivano dal vivo. Nel settembre 2012 Jason Derulo ha preso parte ad una campagna di beneficenza in Ruanda contro la fame in Africa.
Dal marzo 2020 al settembre 2021 ha avuto una relazione con la modella Jena Frumes. La coppia ha un figlio, Jason King Derulo, nato l'8 maggio 2021.

## Tournée
- 2009–2010: The Monster Ball Tour (opening acts)
- 2010: The E.N.D. World Tour (opening acts)
- 2010–2011: Jason Derülo World Tour
- 2014: Tattoos World Tour

## Discografia

### Album in studio
- 2010 – Jason Derülo
- 2011 – Future History
- 2013 – Tattoos
- 2015 – Everything Is 4
- 2024 – Nu King

## Filmografia
- Dancing with the Stars - programma televisivo (2013)
- Empire - serie TV, episodio 2x10 (2015)
- Lethal Weapon - serie TV, episodio 1x02 (2016)
- Cats, regia di Tom Hooper (2019)
- SuperMarioLogan (2020)

## Riconoscimenti
| Anno | Organizzazione               | Premio                              | Lavoro                                       | Risultato       |
| ---- | ---------------------------- | ----------------------------------- | -------------------------------------------- | --------------- |
| 2010 | Teen Choice Awards           | Choice Breakout Male Artist         | se stesso                                    | Candidato/a     |
| 2010 | Teen Choice Awards           | Choice R&B Track                    | In My Head                                   | Candidato/a     |
| 2010 | Teen Choice Awards           | Choice R&B Album                    | Jason Derülo                                 | Vincitore/trice |
| 2010 | MTV Video Music Awards       | Best Male Video                     | In My Head                                   | Candidato/a     |
| 2010 | MTV Video Music Awards       | Best New Artist                     | In My Head                                   | Candidato/a     |
| 2010 | MTV Europe Music Awards      | Best New Act                        | se stesso                                    | Candidato/a     |
| 2010 | MTV Europe Music Awards      | Best Push Act                       | se stesso                                    | Candidato/a     |
| 2010 | ARIA Music Awards            | Most Popular International Artist   | se stesso                                    | Candidato/a     |
| 2011 | NAACP Image Award            | Outstanding New Artist              | se stesso                                    | Candidato/a     |
| 2011 | BMI Pop Music Awards         | Compositore dell'Anno               | In My Head, Ridin' Solo, Whatcha Say, Replay | Vincitore/trice |
| 2011 | BMI Pop Music Awards         | 50 Most Performed Songs of the Year | Replay                                       | Vincitore/trice |
| 2011 | Teen Choice Awards           | Choice Male Artist                  | se stesso                                    | Candidato/a     |
| 2011 | Teen Choice Awards           | Choice R&B/Hip-Hop Track            | Don't Wanna Go Home                          | Candidato/a     |
| 2011 | Teen Choice Awards           | Choice Summer: Music Star Male      | se stesso                                    | Candidato/a     |
| 2011 | MOBO Awards                  | Best International Act              | se stesso                                    | Candidato/a     |
| 2012 | MTV Video Music Awards Japan | Best R&B Video                      | It Girl                                      | Candidato/a     |